# Poarta lumilor
Poarta lumilor (engleză: The Gate of Worlds) este un roman științifico-fantastic pentru adolescenți de Robert Silverberg despre istoria alternativă, prima oară publicat în mai 1967 de Holt, Rinehart & Winston.  În Marea Britanie, romanul a fost publicat prima oară în 1978 de către  Gollancz. În Franța a fost tradus ca La porte des mondes. Este un roman asemănător ca temă cu Pavană (Pavane, 1968) de Keith Roberts.

## Prezentare
Romanul pleacă de la premiza că în 1348 Moartea neagră nu a ucis doar un sfert din populația Europei ci ar fi pustiit aproape în totalitate continentul, ucigând nouă oameni din zece.
În 1963, Dan Beauchamp care locuiește la New Istambul (Londra) părăsește țara care se află sub jugul Imperiului Otoman și pleacă în America unde Montezuma domnește peste Imperiul Aztec al secolului XX.

## Vezi și
- Kim Stanley Robinson: The Years of Rice and Salt: 2002.